# 罗森堡
罗森堡（Rosenberg）可以指：

## 人物
- 朱利葉斯·羅森堡（德語：Julius Rosenberg；1918年5月12日－1953年6月19日），美國共產主義者。
- 阿爾弗雷德·羅森堡（德語：Alfred Rosenberg，1893年1月12日－1946年10月16日），德國納粹人物。

|  | 本页或本分段罗列了姓氏为「罗森堡」的人物。 如果是一个指代特定个人的内链将您引导到本页，請考慮修正該人物的名字以將链接指向正確的條目。 |